# چیزی که رفته… برمی‌گرده
«چیزی که رفته… برمی‌گرده» (به انگلیسی: What Goes Around... Comes Around) تک‌آهنگی از خواننده-ترانه‌سرای آمریکایی جاستین تیمبرلیک است، که در ۱۹ دسامبر ۲۰۰۶ توسط جایو رکوردز و زومبا رکوردز منتشر شد.